# Kazimierz Krawczyński (urzędnik)
Kazimierz Jan Krawczyński (ur. 7 maja 1853 w Tarnowie) – polski urzędnik.

## Życiorys
Kazimierz Jan Krawczyński urodził się 7 maja 1853 w Tarnowie. Był synem Feliksa Krawczyńskiego (profesor C. K. Gimnazjum w Tarnowie) i Danieli z domu Mazaraki.
W okresie zaboru austriackiego w ramach autonomii galicyjskiej wstąpił do c. k. służby państwowej. Od około 1879 był praktykującym koncepistą skarbowym w oddziale podatkowym starostwa c. k. powiatu pilzneńskiego. Następnie pracował w oddziale podatkowym starostwa c. k. powiatu liskiego, gdzie od około 1883 był koncepistą skarbowym, od około 1889 inspektorem podatkowym. Od około 1892 do około 1895 był członkiem Rady powiatowej w Lisku, wybrany z grupy gmin miejskich. W uznaniu zasług obywatelskich w 1897 gmina miasta Lisko nadała Krawczyńskiemu honorowe obywatelstwo miasta Lisko. W charakterze starszego inspektora podatkowego w 1897 był przeniesiony do Sanoka. Od około 1897 do około 1905 był starszym inspektorem podatkowym urzędu podatkowego w urzędzie starostwa c. k. powiatu sanockiego. Około 1905/1906 był starszym inspektorem podatkowym urzędu podatkowego w urzędzie starostwa c. k. powiatu trembowelskiego. Od około 1906 był sekretarzem Magistratu w Trembowli. Równolegle od około 1908 był jednym z zastępców c. k. prokuratorii państwa do pełnienia funkcji oskarżycieli publicznych dla przestępstw w okręgu C. K. Sądu Obwodowego w Tarnopolu.
Jego żoną była Olga z domu Nawratil (1855-1898). Miał z nią synów Wiesława (1884-1962, inżynier leśnictwa), Aleksandra Feliksa (ur. 1889 lub 1891, zm. 1971, wydawca, antykwariusz). Jako wdowiec 20 czerwca 1899 w Sanoku poślubił Natalię Józefę Szomek (ur. 1861, córka Wenzela wzgl. Wacława Schomka – w połowie XIX wieku inspektora oddziału podatkowego cyrkułu sanockiego, siostra Wacława, Wilhelma, Bolesława Szomków). Na początku XX wieku rodzina Krawczyńskich zamieszkiwała w Sanoku przy ulicy Rymanowskiej w domu pod numerem konskrypcyjnym 109.

## Odznaczenia
austro-węgierskie
- Krzyż Jubileuszowy dla Cywilnych Funkcjonariuszów Państwowych (przed 1913)[14]
- Medal Jubileuszowy Pamiątkowy dla Cywilnych Funkcjonariuszów Państwowych (przed 1912)[13]